# Bart Hopkin
Pour les articles homonymes, voir Hopkin.
Bart Hopkin est un artiste américain touche-à-tout, connu principalement pour son travail en tant que luthier expérimental et musicologue. Il est également connu pour être journaliste, constructeur d'instruments de musique et musicien.

## Discographie
- 2002 : Instumentarium Hopkinis, Bart Hopkin (instruments expérimentaux)
- 2003 : After Seven Years, Bart Hopkin (guitare)
- 2004 : Bossas, Ballads, and Blues, Dale Polissar (clarinette) et Bart Hopkin (guitare)
- 2007 : 21 Ways of Looking at Things, Bart Hopkin (instruments expérimentaux)
- 2009 : Melange, Dale Polissar (clarinette) et Bart Hopkin (guitare)